# Ferrovia transcaucasica

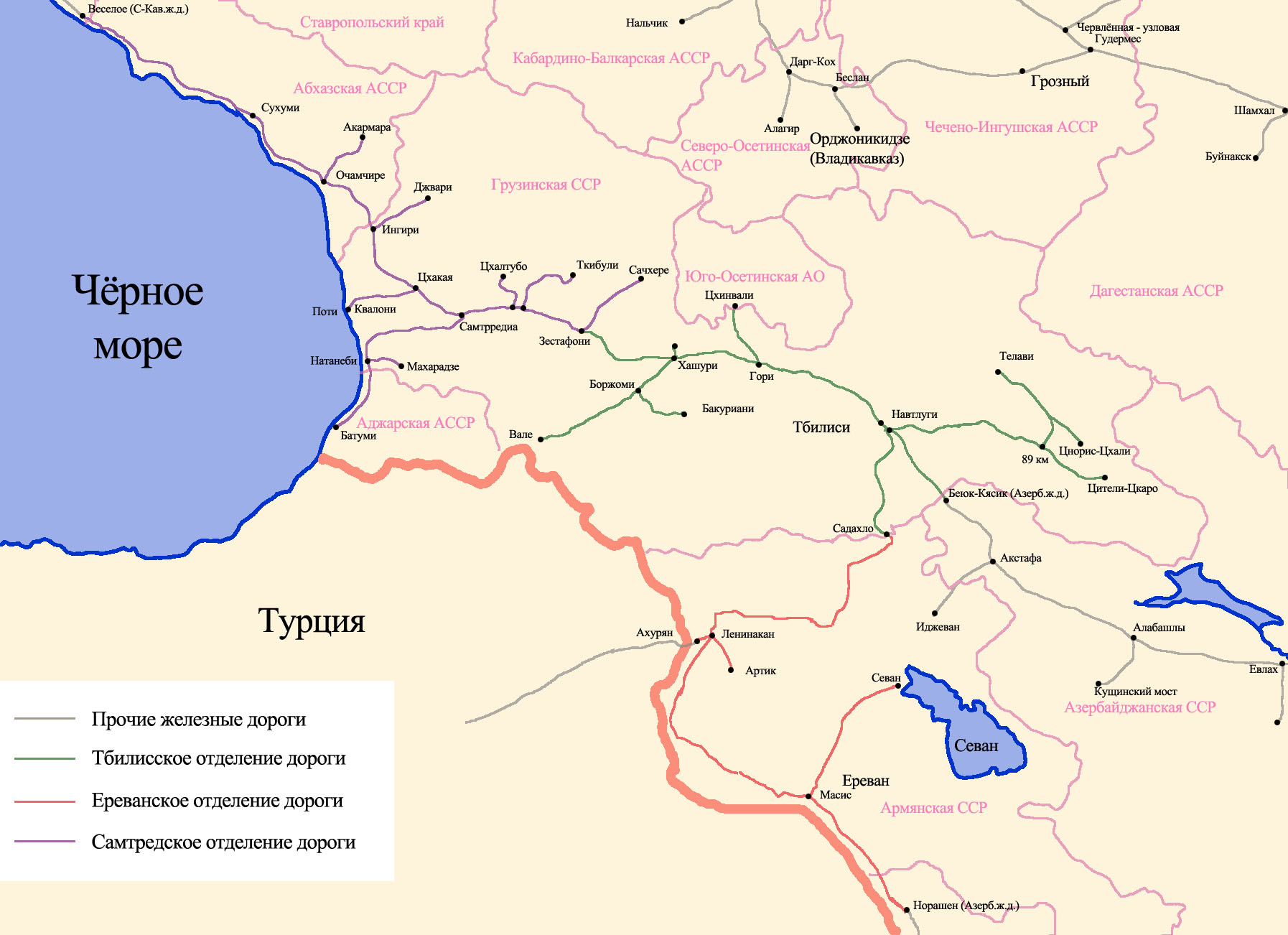
La ferrovia tra il 1967 e il 1991

La ferrovia transcaucasica (in russo Закавка́зская желе́зная доро́га?) è stata la prima ferrovia nel Caucaso meridionale.
È stata finanziata dall'Impero russo come ferrovia strategica per collegare il Mar Nero al Mar Caspio. La ferrovia operò come compagnia privata tra il 1865 e il 1922 per poi divenire sussidiaria delle ferrovie sovietiche dal 1922 al 1991.

## Storia

### Impero russo (1865-1917)

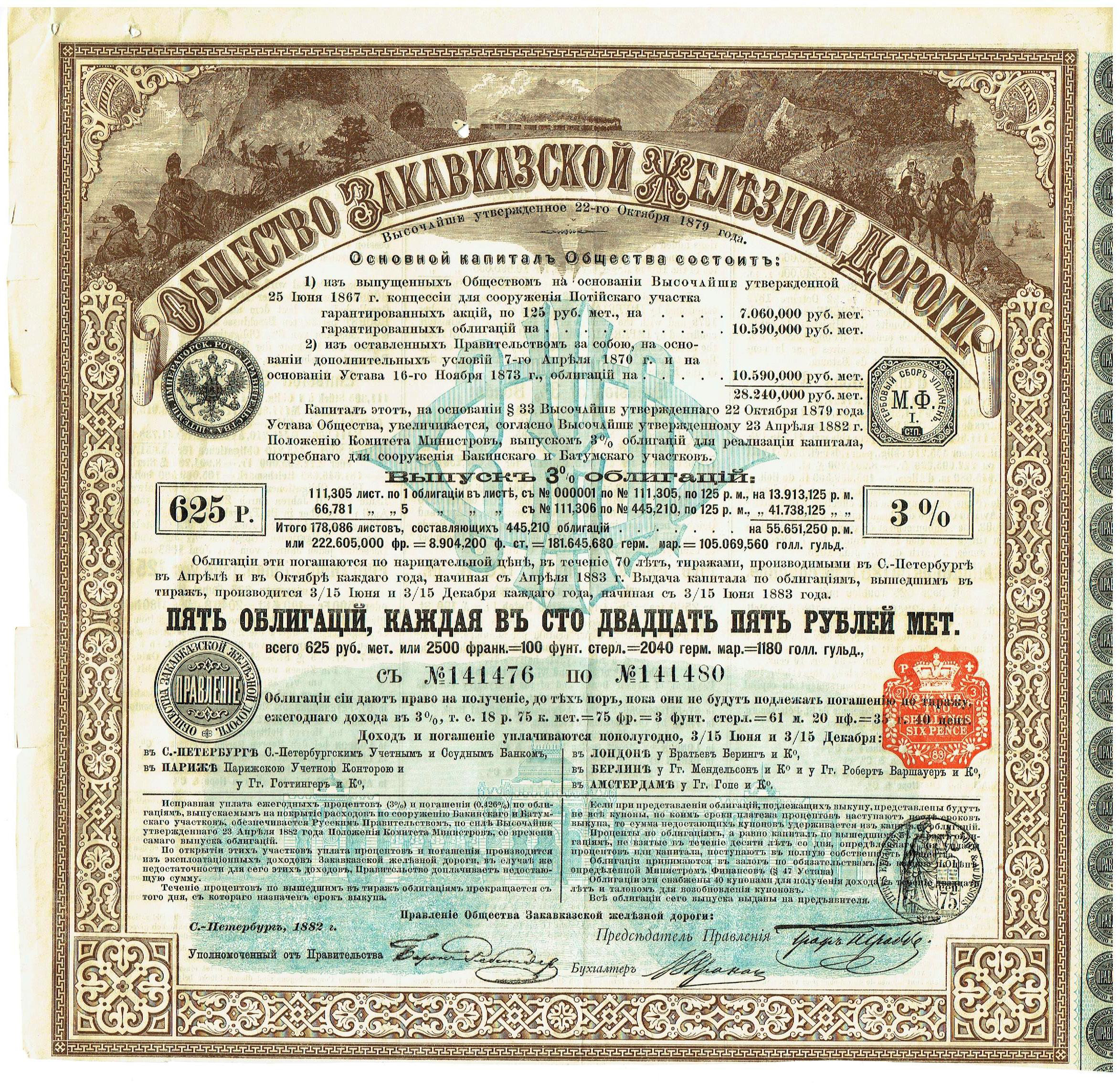
Cinque obbligazioni della compagnia ferroviaria transcaucasica, emesse il 23 aprile 1882.

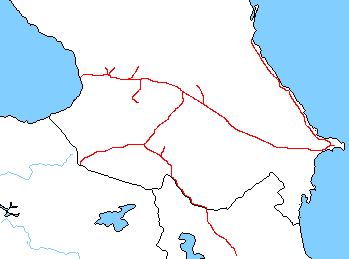
La ferrovia nel 1916

La ferrovia iniziò a operare nel 1865 nella città portuale di Poti sul Mar Nero. La tratta raggiunse Zestafoni nel 1871 e Tbilisi nel 1872. L'appaltatore per questa sezione era G.B. Crawley and Co.; l'ingegnere era Edward Preston, C.E, che in precedenza aveva lavorato nel nord del Galles. Ciò può spiegare l'interesse mostrato da tale ferrovia per le ferrovie gallesi di montagna e le locomotive a vapore a scartamento ridotto lungo la Ffestiniog Railway del Galles settentrionale. Nel 1877 fu costruita una diramazione a Kutaisi, che proveniva da Brotseula. Nel 1883 fu completata la tratta ferroviaria per Baku. Da quest'ultima, i treni merci che trasportavano il petrolio andavano da Baku a Poti per poi essere spediti in altre città della Russia attraverso il Mar Nero. Durante la guerra russo-ottomana dal 1877 al 1878, l'Impero russo ottenne alcuni territori in Anatolia ceduti dall'impero ottomano dopo la sconfitta della battaglia di Kars. Il nuovo territorio acquisito includeva la città-fortezza di Kars. Nel 1887 fu costruita una diramazione verso Tkibuli. Nel 1894 un'altra diramazione, verso Khashuri, fu costruita a Borjomi. Kars era una città strategica per i russi in Anatolia e di conseguenza, nel 1899, fu costruita una diramazione ferroviaria da Tblisi a Kars. La ferrovia transcaucasica venne collegata al resto del sistema russo nel 1900, quando fu completata la linea da Baku a Makhachkala. Nel 1902 fu costruita una ferrovia a scartamento ridotto da Borjomi a Bakuriani per servire la comunità sciistica della regione. Nel 1913 la ferrovia fu estesa da Kars a Sarıkamış, al confine tra l'Impero Russo e l'Impero Ottomano dell'epoca. Quando scoppiò la prima guerra mondiale nel 1914, l'Impero russo si schierò con le potenze alleate mentre l'Impero ottomano si schierò con gli imperi centrali rendendo così i due imperi contrapposti. Dopo l'offensiva di Erzerum, la Russia ottenne il controllo della città di Erzurum. Per sostenere ulteriormente le campagne nel territorio ottomano, fu costruita nel 1916 una ferrovia a scartamento ridotto (750 mm) da Sarıkamış a Erzurum ed estesa a Yeniköy nello stesso anno. La Russia si ritirò dai combattimenti della guerra a causa della rivoluzione russa del 1917, che portò alla dissoluzione dell'Impero russo.

### Guerra civile russa (1918-1922)
Con lo scioglimento dell'Impero russo, una sezione dei 147 km della linea Julfa-Tabriz fu acquisita dalle ferrovie persiane. L'Impero ottomano che fu sconfitto insieme alle potenze centrali cedette l'Anatolia nord-orientale all'Armenia. Nel 1919 scoppiò la guerra d'indipendenza turca e l'Anatolia nord-orientale fu riconquistata dai turchi, questa volta come Repubblica di Turchia. Il trattato di Alessandropoli fu firmato il 2 dicembre 1920, fissando gli attuali confini della Turchia. La ferrovia transcaucasica ha continuato a essere in funzione per i 404 km di sezione del suo sistema in Turchia. Nel 1921 la linea Erzurum-Yeniköy fu abbandonata.

### Unione Sovietica (1922-1991)
Con la costituzione dell'Unione Sovietica nel 1922 la ferrovia transcaucasica venne assorbita dalle ferrovie sovietiche, ma continuò a funzionare come ferrovia sussidiaria. Nel 1924 la linea fu estesa da Baku, verso sud, ad Alyat, Shirvan e alla città portuale di Neftchala. Nel 1927, la sezione Akyaka-Erzurum (in Turchia) fu acquisita dalle Ferrovie statali turche. Un'altra diramazione fu costruita da Gyumri a Maralik nel 1925. Successivamente fu costruita una linea a nord per collegarsi alle ferrovie sovietiche ad Adler che si diramava a Senak'i. La linea fu completata nel 1930 a Gali, nel 1938 a Sukhumi e nel 1949 ad Adler. Una diramazione per Tkvarcheli fu costruita nel 1940 e la tratta da Kutaisi a Tskhaltubo fu ultimata nel 1935 insieme a una diramazione per Tskhinvali nel 1940. Nel 1941 furono costruite due linee: una da Shirvan a Julfa e una da Salyan ad Astara sul confine Azerbaigian-Iran, collegandosi così al sistema ferroviario iraniano. Negli anni '60 fu costruita una linea per la città portuale di Batumi.

### Scioglimento della ferrovia (1991)
Dopo lo dissoluzione dell'Unione Sovietica la ferrovia è stata suddivisa tra i nuovi paesi che si sono formati. La sezione Jalama-Makhachkala della linea Baku-Makhachkala è stata acquisita dalle ferrovie russe. I binari in Georgia sono stati acquisiti dalle ferrovie georgiane sebbene i binari in Abkhazia siano stati rilevati dalle ferrovie abcase (questa compagnia è stata successivamente assorbita dalle ferrovie georgiane). I binari in Azerbaigian e in Nakhchivan sono stati rilevati dalla ferrovia statale azera e i binari in Armenia sono stati rilevati dalla ferrovie armene. La linea ferroviaria in Abkhazia è stata acquisita nel 2009 dalle ferrovie russe.
La ferrovia Tbilisi-Baku (che collega Georgia e Azerbaigian) è stata rinnovata nel periodo 2008-2014, insieme a una nuova ferrovia costruita tra la Turchia e Tbilisi, la Baku-Tbilisi-Kars, che aggira l'Armenia. Esiste una linea ferroviaria Tbilisi-Armenia-Turchia che rimane chiusa.